# Oruro
Oruro ist eine Stadt im Hochland des bolivianischen Andenmassivs und ist Hauptstadt des gleichnamigen Departamento Oruro. Oruro war vor allem wegen seiner Zinnförderung wirtschaftlich bedeutend. Die Stadt liegt auf etwa 3710 m, etwa drei Busstunden südlich von La Paz, und ist mit etwa 264.683 Einwohnern (Volkszählung 2012) die fünftgrößte Stadt Boliviens.

## Geographie
Oruro hat ein typisches Tageszeitenklima, bei dem die täglichen Temperaturschwankungen stärker ausgeprägt sind als die mittleren Temperaturschwankungen zwischen Winter und Sommer. So liegen die Extremtemperaturen bei etwa 23 °C im Sommer und −17 °C im Winter. Die Feuchtezeit liegt zwischen Dezember und März, während von April bis November eine ausgeprägte Trockenzeit herrscht. Der Himmel ist meist klar und von intensiver blauer Farbe. Obgleich das Klima sehr kalt ist, sagt man, dass es sehr gesund sei und das Leben erheblich verlängere.
Die Vegetation in und um Oruro ist aufgrund der kühlen Temperaturen und der Trockenheit karg. An Tierarten gibt es neben Vicuñas, Alpacas und Lamas auch das Quirquincho, eine kleine Gürteltierart. Daher werden die Bewohner Oruros im Volksmund auch die Quirquinchos genannt.

## Bevölkerung
Die Einwohnerzahl der Stadt hat sich in den vergangenen Jahrzehnten mehr als verdoppelt:
| Jahr | Einwohner | Quelle       |
| ---- | --------- | ------------ |
| 1976 | 124 091   | Volkszählung |
| 1992 | 183 422   | Volkszählung |
| 2001 | 201 230   | Volkszählung |
| 2012 | 264 683   | Volkszählung |
| 2024 |           | Volkszählung |

Die Bevölkerung Oruros besteht aus Quechua, Aymara, Uru-Chipaya, Europäern und deren gemischten Nachfahren.

## Stadtbild
Oruro entspricht dem Bild einer typischen Industriestadt. Das gesamte Stadtbild ist geprägt durch den Einfluss der Bergbauindustrie. Obwohl der Bergbau längst nicht mehr den Stellenwert vergangener Tage besitzt, liegt noch immer ein feiner Staub überall in der Luft, der bis in die kleinste Ritze kriecht.

## Wirtschaft
Bis zur Schließung der Bergwerke zwischen 1990 und 1992 war Oruro bedeutendstes Zentrum des Bergbaus (Zinn, Silber, Gold, Wolfram, Antimon, Schwefel, Borax und Kupfer) in Bolivien.
Der Kollaps des Zinnmarktes 1985 verursachte das Ende des Bergbaus in Oruro. Zunächst konnte der Erzabbau noch aufrechterhalten werden. Heute sind jedoch nur noch sehr wenige, größtenteils privatisierte Bergwerke in Betrieb. Einige Bergleute haben sich zu Kooperativen zusammengeschlossen und betreiben den Abbau in eigener Regie. In den meisten der privatisierten Bergwerke wird hauptsächlich Gold abgebaut, in den staatlichen Wolfram, Antimon, Borax und Schwefel. Die wichtigsten Bergwerke Boliviens liegen aber immer noch im Departamento Oruro und befinden sich in Huanuni, Colquiri und Avicaya.
Aufgrund des Rückgangs der Bergbauindustrie mussten die Orureños sich um andere wirtschaftliche Zweige bemühen. Heute haben Schuhindustrie, Seifenfabriken, Mühlen, Industriekeramikbetriebe, metallverarbeitende Industrie und Nudelfabriken eine größere Bedeutung.

## Verkehrsnetz
Dem Bergbau ist es zu verdanken, dass Oruro heute noch ein wichtiger Verkehrsknotenpunkt ist. Hier entstand die erste Eisenbahnlinie des Landes mit Verbindungen in alle großen Städte Boliviens sowie nach Chile und nach Argentinien. Desgleichen wurde für ein gutes Straßennetz gesorgt. Alle wichtigen Straßen des Landes führten über Oruro, was seine Entwicklung als Industriestadt erheblich begünstigte.
Heute führt durch Oruro in Nord-Süd-Richtung die Nationalstraße Ruta 1, die von der peruanischen Grenze am Titicacasee über die Doppelmetropole La Paz/El Alto nach Oruro und weiter über Potosí und Tarija nach Bermejo an der argentinischen Grenze führt. In Ost-West-Richtung wird Oruro durch die Nationalstraße Ruta 12 gekreuzt, die im Westen an der chilenischen Grenze beginnt und östlich von Oruro auf die Ruta 4 trifft, die über Cochabamba mit der Tieflandmetropole Santa Cruz de la Sierra verbunden ist und weiter nach Puerto Busch an der brasilianischen Grenze führt.
1942 wurde 5 km östlich der Stadt der Flughafen Oruro angelegt (IATA-Flughafencode: ORU). Im Februar 2013 ließ der damalige Staatspräsident, Evo Morales, den Flughafen nach sich benennen (Aeropuerto Evo Morales), musste dies jedoch nach Demonstrationen und einem Streik wieder zurücknehmen. Seither hat der Flughafen Oruro wieder den angestammten Namen: Aeropuerto Juan Mendoza.
Der Bahnhof Oruro liegt an der Bahnstrecke Antofagasta–La Paz. Zunächst war durchgehender Zugverkehr nicht möglich, da die von La Paz kommende Strecke in Meterspur, die aus Antofagasta kommende Strecke in der Spurweite 762 mm gebaut war. Beide trafen sich im Bahnhof Oruro. Die schmalere Spur wurde 1914 bis Uyuni auf Meterspur umgespurt, der Rest der Strecke bis zum Pazifik folgte bis 1928 (Näheres siehe hier).

## Feste
Oruro ist ein weithin berühmtes Zentrum des bolivianischen Karnevals, der 2001 von der UNESCO in die Liste der Meisterwerke des mündlichen und immateriellen Erbes der Menschheit aufgenommen und 2008 in die Repräsentative Liste des immateriellen Kulturerbes der Menschheit übernommen wurde und der hier u. a. mit besonderen, kunstvoll geschnitzten riesigen bunten Holzmasken in Form von Teufelsfratzen und Persiflagen auf die von der Sklaverei ausgebeuteten Schwarzen und Indigenen und ausgefeilten Tänzen (u. a. Diablada und Morenada) gefeiert wird. Im Karneval von Oruro leben Elemente der präkolumbischen Religion der indigenen Völker des Hochlandes fort.
Die Fahrt von und nach Oruro ist um diese Jahreszeit etwa doppelt so teuer wie gewöhnlich und die Plätze in den Bussen sind schon lange im Voraus ausverkauft. Die Stadt füllt sich und scheint aus allen Nähten zu platzen. Selbst Hotels und Pensionen sind Monate vorher restlos ausgebucht.
Am Donnerstag vor dem Faschingswochenende findet immer der autochthone Karneval, die Anata statt, an der nur Indigene teilnehmen dürfen. Hier dankt man der Pachamama und den Achachilas (Gottheiten, die für Wind, Regen, Eis etc. zuständig sind und in den Bergen wohnen) für die Ernte des letzten Jahres und bittet erneut um eine gute Ernte.
Der Karneval von Oruro beginnt am Samstag vor Rosenmontag und dauert drei Tage. Am Samstag des Karnevals wird explizit für die Virgen del Socavón (Jungfrau der Bergwerksstollen) getanzt. Nur wer Mitglied eines Conjunto (Tanzgruppe bzw. Bruderschaft) ist, darf am Umzug durch die Stadt teilnehmen. Manche Teilnehmer schwören ihr, drei Jahre am Karneval teilzunehmen. Manche Teilnehmer nehmen schon ihr ganzes Leben jedes Jahr am Karneval teil.
Am Sonntag des Karnevals, um vier Uhr morgens, treffen sich alle Musikkapellen (bandas) der teilnehmenden Tanzgruppen auf dem Platz vor der Kirche zum Saludo al Sol, der el Alba. Mit der aufgehenden Sonne, beginnen alle Musikgruppen gleichzeitig die Melodie ihrer Tanzgruppe zu spielen. Da jede Gruppe eine andere Melodie hat, ist es beinahe unmöglich eine Melodie herauszuhören.
An diesem Tag tanzt man für den Dios Momo, den Gott des Spaßes. Der Montag des Karneval (bei uns Rosenmontag) ist ausschließlich der Diablada und Morenada gewidmet. Die Conjuntos treffen sich an diesem Tag vor dem Platz an der Kirche. Tanzenderweise betreten sie die Kirche und verabschieden sich von der Jungfrau. Hier bitten sie um Kraft und Erfolg für das kommende Jahr und bedanken sich für ihre Unterstützung. Abends feiert jede Gruppe für sich ein Fest, das ein ausgewähltes Mitglied (pasante) der Gruppe ausrichtet (jedes Jahr ein anderer). Dort wird ein Abbild der Jungfrau dem neuen pasante übergeben, der es bis zum nächsten Jahr "betreut".
Siehe auch Hauptartikel: Karneval von Oruro

## Gründung Oruros
Mit dem Erscheinen der Spanier 1535 auf heutigem bolivianischem Boden und der Gründung von Paria, einem schönen, kolonialzeitlichen Dorf, das heute 23 Kilometer von Oruro entfernt liegt, begann die Geschichte des Bergbaus in der Gegend.
In Paria, 1535 von Diego de Almagro gegründet und somit die älteste spanische Siedlung Alt-Perus, wurde schon zu Zeiten der Inkas Gold abgebaut.
Paria erreichte jedoch nie den Status einer Stadt, während Oruro, das am 1. November 1606 unter dem Namen Villa San Felipe de Austria (in Ehrerbietung Philipp III., der zu dieser Zeit König von Spanien war) von Manuel de Castro del Castillo y Padilla gegründet wurde, zum Zentrum des Bergbaus in Bolivien aufstieg. Bereits um 1557 wusste man, dass es in der Gegend um Paria Silbervorkommen gab. Doch es war aufgrund der sehr blutigen Bürgerkriege, die die Spanier 1538 bis 1548 untereinander führten, anfangs sehr schwierig in diese Region zu gelangen.
Der Akt zur Gründung Villa San Felipe de Austria war nur noch reine Formalität. Schon vor der urkundlichen Bestätigung war der Ort stark besiedelt. Nach Salamanca Trujillo soll es im Jahr vor der offiziellen Gründung bereits 30.000 Einwohner und 6.000 Bergleute gegeben haben. Doch bevor die Stadt diesen Namen erhielt, taufte Francisco de Medrano sie 1585 San Miguel de Oruro und die Dokumente aus dieser Zeit erwähnen schon damals nur noch den Namen Oruro. Laut Mesa und Gisbert war der Landstrich in dieser Epoche unter der Bevölkerung sowieso nur unter dem Namen Uru-Uru bekannt, aufgrund der Urus, die in dieser Gegend lebten und auf die auch der Name der Stadt zurückzuführen ist.
Aktenkundlich wurde der Name Oruro jedoch erst am 5. September 1826 durch Mariscal Antonio J. de Sucre, dem damaligen Präsidenten Boliviens.
Aufgrund reicher Edelmetallvorkommen, die den Spaniern nicht verborgen blieben, gehörte Oruro bereits ein Jahr nach seiner Gründung zu den am stärksten besiedelten Städten im hispanischen Amerika. Administrativ unterstand Villa San Felipe de Austria der Real Audiencia von Charcas, einem Verwaltungsbezirk des Vizekönigreiches Peru, das seinen Sitz in La Plata, heute Sucre, hatte.
Mit der Gründung fingen die Probleme jedoch erst an. Die Gründerväter und Bergwerksbesitzer von Potosí bekamen Angst, dass Oruro ihnen den Rang ablaufen könnte. Sie fürchteten, dass die Indigenen, die eigentlich zur mita (periodische Rotationsarbeit) nach Potosí kommen sollten, in Oruro bleiben könnten, was diese mehrheitlich auch taten.
Der Präsident der Audiencia de Charcas, Maldonado de Torres, wollte daraufhin mit dem König beraten, ob es nicht besser wäre, Oruro das Stadtrecht wieder abzusprechen und es nur Asiento (hier: Bergarbeitersiedlung) sein zu lassen, da die Konkurrenz für Potosí zu groß sei. Es wurde beschlossen die mita in Oruro abzuschaffen, damit die Indigenen, die nach Potosí zur Arbeit eingeteilt waren, ihrer Arbeitspflicht auch nachkamen. So kam es, dass die Indigenen, nachdem sie in Potosí ihre zwangsweise auferlegte Arbeitspflicht erfüllt hatten, nach Oruro kamen, um dort weiterzuarbeiten, jedoch als „freie“ Arbeiter.
Der eigens zu diesem Zweck zum Vogt ernannte Diego de Portugal wurde 1607 von Peru nach Oruro geschickt, um sich ein Bild über die Lage im Bergbauzentrum zu machen und nachzuprüfen, ob die Stadt ihren Titel behalten dürfe. Er stellte fest, dass die Stadt sowohl baulich als auch administrativ schon so weit entwickelt war, dass man ihr das Stadtrecht nicht mehr aberkennen könne. Die Gründung blieb bestehen und wurde nicht mehr diskutiert.
Charakteristisch für alle Bergbauzentren war das rasche Wachstum nach der Entdeckung der Lagerstätten, eine Epoche des Glanzes und der Blüte. Der langsame Verfall folgte und viele Bewohner verließen die Stadt, als die natürlichen Reichtümer, die einst für die Gründung ausschlaggebend waren, versiegten.
Begünstigt durch die Lage entwickelte sich Oruro schnell zu einer blühenden Stadt; Aufstieg und Fall hingegen hingen mit dem Ertrag der Bergwerke zusammen. Bis die wichtigsten Silbergänge (vetas principales) versiegten, war Oruro stark bevölkert und für Potosí ein ständiger Dorn im Auge. Erst nachdem Simón I. Patiño bedeutende Zinnlagerstätten entdeckt hatte, wurde die Bergbauaktivität wieder aufgenommen und die wirtschaftliche Lage Oruros stabilisierte sich wieder.

## Sehenswürdigkeiten
- Santuario del Socavón (Kirche der wundertätigen Jungfrau und Schutzpatronin der Stadt, zu deren Ehren der Karneval abgehalten wird)
- Museo Minero del Socavón (Bergbaumuseum unter der Kirche, Eingang in der Kirche)
- Museo Simón I. Patiño (Wohnhaus des Zinnbarons)
- Museo Taller Cardozo Velásquez (Privatmuseum eines ansässigen Künstlers)
- La Casa de la Cultura (Kulturhaus)
- Museo Antropológico (Volkskundemuseum)
- Museo de Arte Sacro (Museum der religiösen Kunst)
- Talleres Artesanales (Werkstätten der Künstler, die die prächtigen Kostüme (Diablada, Morenada) für den Karneval herstellen)
- Museo Mineralógico (Mineralienmuseum)

## Städtepartnerschaften
- Salt Lake City, Utah, USA

## Söhne und Töchter der Stadt
- Antenor Patiño (1896–1982), Diplomat und Unternehmer
- Vicente Arraya (1922–1992), Fußballspieler
- Antonio Valencia (1925–?), Fußballspieler
- Eduardo Mitre (* 1943), Dichter, Essayist, Kritiker und Literaturübersetzer
- Pieter Muysken (1950–2021), niederländischer Linguist
- Oscar Olivera (* 1955), Gewerkschaftsführer, Menschenrechts- und Umweltschutzaktivist
- Walter Prudencio Magne Veliz (* 1960), Ethnologe und Medienwissenschaftler
- Waldo Rubén Barrionuevo Ramírez CSsR (1967–2022), römisch-katholischer Ordensgeistlicher und Apostolischer Vikar von Reyes
- Rosa Apaza (* 1980), Langstreckenläuferin
- Gery Vargas (* 1981), Fußballschiedsrichter
- Franklin Herrera (* 1988), Fußballspieler